# Frachtschiffreise
Als Frachtschiffreise oder Frachterreise wird die Reise als Passagier auf einem Frachtschiff bezeichnet. Entsprechende Möglichkeiten bieten derzeit in Deutschland etwa 50 Reedereien auf etwa 150 bis 200 Schiffen. Einige Reedereien haben dabei in diesem Bereich jahrzehntelange Traditionen. Vermittelt werden diese Reisen durch spezialisierte Touristikunternehmen oder direkt über die Reedereien. Genaue Statistiken zu den jährlichen Fahrgastzahlen auf Frachtschiffen gibt es nicht. Schätzungen gehen für Deutschland von etwa 5.000 Reisenden pro Jahr aus, mit seit einigen Jahren steigender Tendenz.

## Verwendete Schiffstypen
Die unterschiedlichen Typen von Frachtschiffen besitzen besondere Charakteristika, die die Frachtschiffreise prägen. Die Grobeinteilung kann in Schiffe des Linien- und Bedarfsverkehrs erfolgen. Für jede dieser Kategorien werden nur bestimmte Schiffstypen eingesetzt. Dadurch können die Rahmenbedingungen für eine Frachtschiffreise in den Bereichen Reisedauer, Routenplanung, Hafenliegezeiten etc. variieren. Art und Anforderungen der jeweiligen Ladung bestimmen den Schiffstyp und dadurch den Reiseverlauf.
Zum Linienverkehr des Seefrachtenmarktes gehören (Semi-)Containerschiffe, Stückgutfrachter, RoRo-Schiffe und Kühlschiffe. Eine gewisse Regelmäßigkeit in der Routen- und Zeitplanung ist für den Linienverkehr typisch. Dem gegenüber stehen Massengutfrachter und Tankschiffe, die dem Bedarfsverkehr zugeordnet und auch als Trampschiffe bezeichnet werden. Kurzfristige Änderungen im Routenverlauf und in den Hafenliegenzeiten sind hier charakteristisch. Frachtschiffreisen auf Tankschiffen sind auf Grund von Sicherheitsvorkehrungen gesetzlich verboten.

## Unterbringung und Verpflegung
Die Unterbringung von Passagieren auf Frachtschiffen erfolgt meist in nicht besetzten Besatzungs- oder Offiziersquartieren. In der Regel handelt es sich dabei um Doppelkabinen. Als Standardunterkunft werden meist suiteähnliche Zimmer mit getrenntem Wohn- und Schlafraum geboten, die im Vergleich zu Standardzimmern auf Kreuzfahrtschiffen weitaus geräumiger sind. Die Kabinenausstattung ist oft einfach. Seit einigen Jahren werden jedoch auch Frachtschiffe mit speziellen Passagierkabinen gebaut, deren Ausstattung dann auch entsprechend komfortabel ist. Kleiderschrank, Kühlschrank, Sofa, Sessel, Tisch, Stühle und Schreibtisch gehören dann in der Regel zur Grundausstattung der Kabinen, häufig auch SAT-TV mit DVD und Stereo-Radio mit CD-Player. Eine Reinigung der Kabinen durch das Schiffspersonal ist bei einer Frachtschiffreise nicht üblich; es obliegt dem Gast, sich um den einwandfreien Zustand der Unterkunft zu bemühen. Handtücher, Bettwäsche sowie Reinigungsutensilien werden jedoch an Bord kostenlos zur Verfügung gestellt. Die Zahl der für Fahrgäste zur Verfügung stehenden Kabinen variiert je nach Besatzung in Abhängigkeit von Dauer und Zweck der Fahrt.
Die Versorgung entspricht der Verpflegung der Besatzung. Fahrgäste nehmen ihre Mahlzeiten in der Regel in der Offiziersmesse ein. Die Mahlzeiten entsprechen oft einer guten Hausmannskost. Den Gästen steht kein eigenes Restaurant zur Verfügung und ein à-la-carte-Menü kann nicht zubereitet werden. Ebenso wenig können Extrawünsche wie Diabetikerkost oder vegetarische Kost erfüllt werden. In der Regel besteht die Verpflegung aus drei Mahlzeiten am Tag, Frühstück, Mittagessen und Abendessen. Zusätzlich werden am Nachmittag Kaffee und Kuchen gereicht. Getränke wie Wasser, Tee, Kaffee oder gelegentlich ein Glas Wein während der Mahlzeiten sind im Preis eingeschlossen. Sonstige Getränke oder Alkoholika sind normalerweise nur im Bordshop zu erstehen.

## Service- und Freizeitangebot
Grundsätzlich sind die auf einem Frachtschiff angebotenen Service- und Freizeiteinrichtungen begrenzt und kaum mit denen auf einem Kreuzfahrtschiff zu vergleichen. Einige, vor allem jüngere, Frachtschiffe verfügen über eine kleine Bibliothek. Neuerdings finden sich auch ein Swimming Pool oder eine Sauna auf den Schiffen. Die Mitnutzung durch die Passagiere ist kostenfrei möglich. In den Gesellschaftsräumen der Besatzung gibt es teilweise einen Fernseher mit DVD-Gerät und Gesellschaftsspiele. Ein Bordprogramm oder gar Animation wird auf einem Frachtschiff nicht angeboten. Die Passagiere sind so den überwiegenden Teil der Zeit auf sich alleine gestellt.
Den Fahrgästen wird weitreichender Zugang zu den meisten Bereichen des Schiffes gewährt. Nach Absprache mit dem verantwortlichen Schiffspersonal beziehungsweise Rückfrage beim Kapitän oder dem technischen Offizier ist in Begleitung oft auch das Betreten sensitiver Bereiche des Schiffes wie der Brücke, des Laderaums oder des Maschinenraums möglich. Das Verhältnis zwischen der Besatzung und den Passagieren ist in der Regel durch Offenheit und Freundlichkeit geprägt. Bei längerem Aufenthalt in einem Hafen ist nach Absprache auch ein Landgang, also ein vorübergehendes Verlassen des Schiffes, möglich. Dabei sind diverse Sicherheitsvorschriften und Regularien zu beachten.

## Kosten und Dauer
Die Kosten für eine Frachtschiffreise betragen meist zwischen 60 und 100 Euro pro Person und Tag. In diesem Preis ist Vollverpflegung enthalten. Eine Mitarbeit nach dem Grundsatz „Hand für Koje“ im Rahmen der auf dem Schiff üblichen Tätigkeiten zur teilweisen oder vollständigen Begleichung der Kosten ist bei Frachtschiffreisen grundsätzlich nicht möglich.
Die Dauer einer Transatlantikreise, zum Beispiel nach Nord- oder Südamerika, beträgt etwa vier bis sechs Wochen. Kürzere Reisen von sieben bis zehn Tagen Dauer sind auf Fahrten innerhalb Europas möglich, beispielsweise von Deutschland nach Finnland oder Irland.

## Sonstige Rahmenbedingungen
Bei der Einreise in andere Länder gelten für Fahrgäste oft gegenüber dem Flugverkehr und Fähren abweichende/verschärfte Visa-Regelungen. Die USA verlangen beispielsweise grundsätzlich ein Touristenvisum B1/B2, eine ESTA-Genehmigung ist nicht ausreichend. Für eine Frachtschiffreise ist grundsätzlich ein Reisepass nötig. Das gilt auch dann, wenn ausschließlich EU-Staaten besucht oder passiert werden.
Die Zahl der Passagiere auf einem Frachtschiff beträgt selten mehr als zehn, in der Regel deutlich weniger, da ein Schiff ab 13 Fahrgästen als Kreuzfahrtschiff gilt. Es müssten dann durch die Reederei andere Anforderungen hinsichtlich der Ausstattung und Besatzung des Schiffes erfüllt werden, wie beispielsweise die Anwesenheit eines Arztes an Bord. Aus gesundheitlichen Gründen haben einige Reedereien für Passagiere eine Altersgrenze von 75 bis 79 Jahren festgelegt oder verlangen ein ärztliches Attest. Die untere Altersgrenze liegt aus juristischen Gründen meist bei 14 bis 18 Jahren. Bei einigen Reisen ist schon die Mitnahme von Kindern ab sechs Jahren möglich.
Die Reisevermittler schließen für den Passagier zwingend eine Deviationsversicherung ab. Diese ist obligatorisch und deckt die Mehrkosten für die Reederei ab, falls das Schiff wegen einer dringenden Erkrankung eines Passagiers umgeleitet werden muss. Zusätzlich wird zumeist der Nachweis über eine Krankenversicherung für das Ausland verlangt, inklusive Rückholdienst. Außerdem muss der Reisende vor der Abfahrt verbindlich erklären, dass keine körperlichen Gebrechen vorliegen, die die Reise behindern könnten, und dass er ohne Arzt an Bord auskommen will.